# Caleb Martin

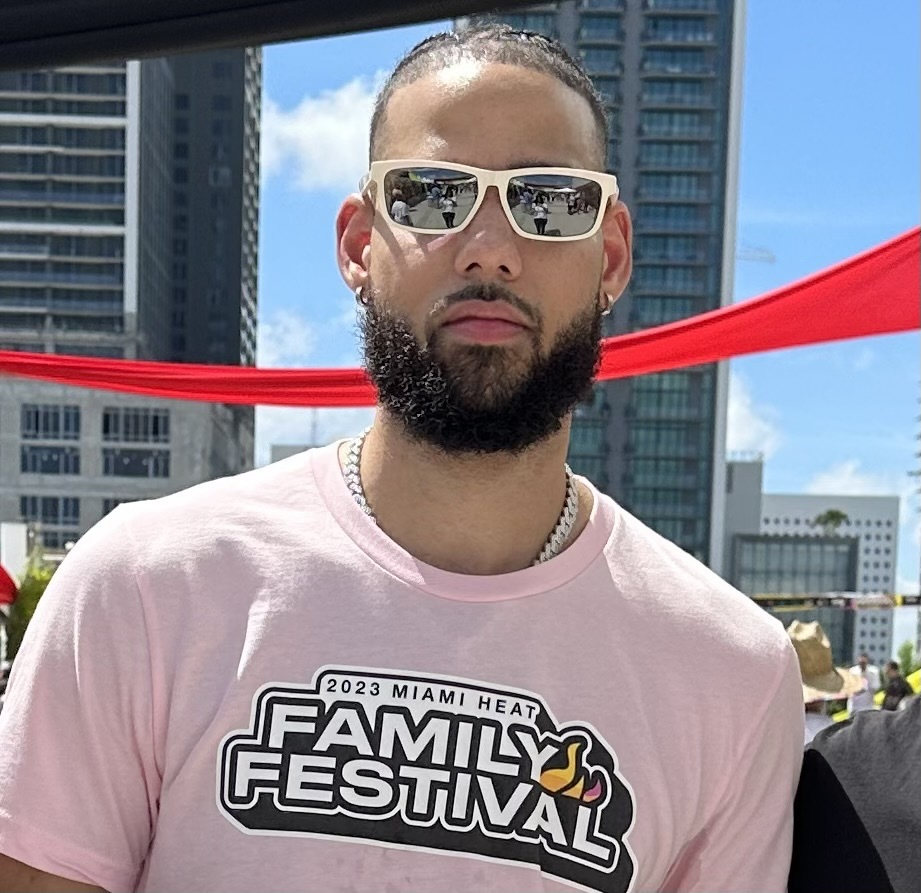
Caleb Martin, 2023.

Caleb Martin, född 28 september 1995 i Winston-Salem i North Carolina, är en amerikansk professionell basketspelare (SF) som spelar för Dallas Mavericks i National Basketball Association (NBA). Han har tidigare spelat för Charlotte Hornets, Miami Heat och Philadelphia 76ers.
Martin blev aldrig NBA-draftad.
Innan han blev proffs studerade han och sin tvillingbror Cody Martin först vid North Carolina State University och spelade för universitetets idrottsförening NC State Wolfpack. De båda blev senare överförda till University of Nevada, Reno för spel i Nevada Wolf Pack.